# 李國修
李國修（Hugh K. S. Lee，1955年12月30日—2013年7月2日），為臺灣藝術家，屏風表演班創辦人。李國修籍貫山東萊陽，生於台北市，曾參與蘭陵劇坊、創辦表演工作坊與屏風表演班。曾任屏風表演班藝術總監，
李國修集經營者、劇作家、導演、演員於一身，為第一屆國家文藝獎戲劇類得主，也有多項戲劇獲獎記錄。在2013年《李國修戲劇作品集》出版，其中有二十七個劇本。
李國修曾任國立臺北藝術大學劇本創作研究所兼任副教授，2010年4月至6月於中壢市清雲科技大學擔任駐校藝術家。
2013年7月2日因大腸癌病逝於中國醫藥大學附設醫院，享年57歲。

## 生平
李國修於1955年12月30日出生於台灣，成長在西門町的中華商場，父親李慎恩是製作國劇手工戲靴的藝師。母親與父親同鄉，以母親為作品《女兒紅》的主角原型。1945～1949年的國共內戰中，國民政府軍節節敗退，李國修的父親與母親因而與政府軍一起撤退到臺灣。小時候李國修與家人就住在眷村，李國修在家中排行第三，因為家中清苦，大哥及二哥在青年時曾加入幫派(大哥加入小南門幫，二哥加入飛鷹幫)。李國修在童年時就充滿表演欲望，喜歡魏龍豪與吳兆南的相聲節目。十八歲就讀世界新聞專科學校時加入話劇社，畢業於世新廣電科，因為興趣而投入劇場演出及創作。
1980年時，與同學李天柱，一同加入吳靜吉博士創立的耕莘實驗劇團（蘭陵劇坊的前身），參與蘭陵劇坊的創立，因演出《荷珠新配》中的趙旺，受到大家的注意。後來參加華視綜藝節目《綜藝100》的演出，成為家喻戶曉的喜劇演員。1982年時，因華視連續劇《唐三五戒》獲得第17屆金鐘獎的「最具潛力戲劇新演員獎」。
1984年，與賴聲川一同籌畫原創相聲劇，找上李立群合作。三人一同創立表演工作坊。隔年創團演出《那一夜，我們說相聲》造成轟動，奠定表演工作坊的地位。1986年，因為創作理念與賴聲川不合，至美國及日本休息半年後，31歲的他決心創辦屏風表演班。在1987年，演完《圓環物語》後，正式離開表演工作坊。
在屏風表演班期間，舞台編導作品有三十餘齣，包括《三人行不行》系列、《半里長城》、《莎姆雷特》、《京戲啟示錄》（合稱「風屏三部曲」）、《西出陽關》等。李國修不但身兼編劇、導演，也經常參與舞台劇的演出。其中在《西出陽關》一劇中飾演「老齊」一角，被台灣媒體評為「李國修最具卓別林高度的演出」。
1989年11月，李國修與其妻王月，持新婚戒指為束脩，於中國廣州三寓賓館拜相聲大師馬季為師，成為馬季在台灣唯一弟子。1994年，上海舉行國際莎士比亞戲劇節，李國修率領屏風與上海現代人劇社聯合演出「莎姆雷特」，成為到中國演出的第一個台灣劇團。
2001年，在推出《不思議的國》前一個月，美國發生911事件，造成賣座票房只有兩成。為避免擴大劇團虧損，李國修宣布停演退票。屏風表演班因此裁員，一度陷入營運危機，但最終仍然渡過。
2011年12月21日，李國修傳出罹患大腸癌第3期，並於12月30日於台北田徑場舉辦「李國修暫別舞台京戲啟示錄戶外轉播場」後，專心養病而暫停2012年的演出。
2013年7月2日，凌晨3時34分因大腸癌，病逝於中國醫藥大學附設醫院，享年57歲，一生一共創作出27個劇本。「最後的謝幕：李國修傳奇」追思會在同年7月18日在臺北市花博公園舞蝶館進行，李國修指定追思會由曾國城主持，並指定追思會不要只流於哀傷，約有三千多人參加，時任總統馬英九並頒贈褒揚令。

## 座右銘
「人，一輩子能做好一件事情就功德圓滿了。」李國修曾在一次訪問提到，他這輩子只想做好一件事，就是「開門、上台、演戲」。「世上唯有子女的榮耀，能使父母生命發光發熱。」

## 信仰
李國修信仰天德教，該教教義以佛教為主，提倡五教合一（佛教、儒教、道教、回教、耶教）。

## 發表作品
- 1987年2月《1812與某種演出》
- 1987年7月《婚前信行為》
- 1987年11月《三人行不行I》
- 1987年12月《傳與本紀》
- 1987年12月《民國76備忘錄》
- 1988年4月《西出陽關》
- 1988年6月《沒有「我」的戲》
- 1988年12月《三人行不行II─城市之荒》
- 1989年5月《半里長城》
- 1989年12月《民國78備忘錄》
- 1990年4月《港都又落雨》
- 1991年1月《救國株式會社》
- 1991年5月《鬆緊地帶》
- 1991年10月《蟬》
- 1992年4月《莎姆雷特》
- 1993年5月《三人行不行III─OH！三岔口》
- 1993年10月《徵婚啟事》
- 1994年12月《太平天國》
- 1996年10月《京戲啟示錄》
- 1997年5月《未曾相識》
- 1997年10月《三人行不行IV─長期玩命》
- 1998年10月《也無風也無雨》
- 1999年5月《三人行不行─空城狀態》
- 1999年10月《我妹妹》
- 2001年4月《婚外信行為》
- 2001年10月《三人行不行VI─不思議的國》（未公開演出）
- 2002年2月《北極之光》
- 2003年10月《女兒紅》
- 2005年4月《好色奇男子》
- 2005年10月《昨夜星辰》
- 2008年10月《六義幫》

## 演出作品

### 舞台劇

#### 蘭陵劇坊
- 1980年《荷珠新配》

#### 表演工作坊
- 1985年《那一夜，我們說相聲》
- 1987年《圓環物語》

#### 屏風表演班
- 1988年《拾月拾日譚》
- 1989年《半里長城》
- 1991年《救國株式會社》
- 1991年《鬆緊地帶》
- 1991年《蟬》
- 1992年《莎姆雷特》
- 1992年《救國株式會社 新版》
- 1993年《三人行不行III─OH ! 三岔口》
- 1993年《徵婚啟事》
- 1994年《西出陽關 新版》
- 1994年《太平天國》
- 1995年《半里長城 全新版》
- 1995年《莎姆雷特 修訂版》
- 1996年《黑夜白賊》
- 1996年《京戲啟示錄》[8]
- 1997年《未曾相識》
- 1997年《三人行不行Ⅳ─長期玩命》
- 1998年《徵婚啟事 華麗版》
- 1998年《黑夜白賊》
- 1999年《三人行不行Ⅴ─空城狀態》
- 1999年《我妹妹》
- 2000年《京戲啟示錄 經典版》
- 2000年《莎姆雷特 狂笑版》
- 2000年《半里長城 浪笑版》
- 2001年《婚外信行為》
- 2002年《徵婚啟事 幸福版》
- 2003年《北極之光》
- 2003年《我妹妹 真情版》
- 2003年《女兒紅》
- 2004年《三人行不行Ⅲ─OH！三岔口 新創版》
- 2004年《西出陽關 真愛版》
- 2005年《好色奇男子》
- 2005年《昨夜星辰》
- 2006年《莎姆雷特 狂潮版》
- 2006年《女兒紅 撼動版》
- 2007年《半里長城 輝煌版》
- 2008年《六義幫》
- 2009年《合法犯罪》
- 2011年《京戲啟示錄 傳承版》

### 電視節目
- 華視《綜藝一百》短劇演出班底
- 1985年華視《消遣劇場》
- 台視《魔幻嘉年華》主持

### 電視劇
- 1982年台灣華視《唐三五戒》
- 1983年台灣華視《紅樓夢》飾演劉姥姥
- 1983年台灣華視《玉女神笛》飾演燕小七
- 1983年台灣華視《煙雨江南》飾演蕭貴
- 2001年12月7日－2002年1月25日台灣中視《食人家族》
- 2010年2月5日－2010年6月18日台灣華視、中天娛樂台《熊貓人》
- 〈1985年〉台灣 華視連續劇「摩登保鑣」

### 電影
- 1981年《溫拿五虎》
- 1981年《佻皮俏冤家》
- 1982年《別愛陌生人》
- 1982年《糊塗妙諜立大功》
- 1982年《光陰的故事》（第三段：《跳蛙》）
- 1982年《雜牌大進擊》
- 1982年《冷豔嬌娃》
- 1982年《大情聖》
- 1982年《笨鳥滿天飛》
- 1984年《水滸外傳》
- 1984年《單車與我》
- 1986年《勇闖江湖》
- 1997年《校園有鬼》
- 2014年《極光之愛》（編劇）

### MV
- 2008年周杰倫〈蘭亭序〉

## 出版作品
| 年份   | 書名                              | 作者             | 出版社              | ISBN               |
| ------ | --------------------------------- | ---------------- | ------------------- | ------------------ |
| 1992年 | 《莎姆雷特》                      | 李國修           | 書林                | ISBN 9789575862954 |
| 2004年 | 《人生鳥鳥：李國修的異想世界》    | 李國修           | 台北：未來書城      | ISBN 9789867584519 |
| 2006年 | 《莎姆雷特：狂笑版－印刻文學119》 | 李國修           | 印刻                | ISBN 9789867108340 |
| 2011年 | 《119父母》                       | 李國修、王月     | 台北：平安出版社    | ISBN 9789578038103 |
| 2013年 | 《李國修戲劇作品集》（共27本）    | 李國修           | 新北市：INK印刻文學 | ISBN 9789865823146 |
| 2014年 | 《李國修編導演教室》              | 李國修，黃致凱編 | 平安文化            | ISBN 9789578039285 |

## 獲獎紀錄
| 年份      | 獲提名         | 獎項                                                                                            | 結果 |
| --------- | -------------- | ----------------------------------------------------------------------------------------------- | ---- |
| 1980年    | 《勝利之門》   | 第15屆廣播金鐘獎剪輯獎                                                                          | 獲獎 |
| 1982年    | 《唐三五戒》   | 第17屆電視金鐘獎最具潛力戲劇新演員獎                                                            | 獲獎 |
| 1997年3月 | 《三人行不行》 | 第三屆巫永福文學獎                                                                              | 獲獎 |
| 1997年9月 |                | 第一屆國家文藝獎戲劇類                                                                          | 獲獎 |
| 1999年6月 |                | 紐約市文化局、林肯中心、美華藝術協會第十九屆亞洲最傑出藝人金獎（Most Outstanding Asian Artist） | 獲獎 |
| 2006年6月 |                | 台北市文化局第十屆台北文化獎                                                                    | 獲獎 |

## 外部連結
- 李國修在互联网电影资料库（IMDb）上的資料（英文）
- 李國修在香港影庫上的簡介
- 李國修：中文電影資料庫 （页面存档备份，存于）
- 台灣作家作品目錄資料庫——李國修 （页面存档备份，存于）
- 華文影史庫 李國修 簡介 （页面存档备份，存于）